# Alfred-Pellan
Circonscription électorale fédérale du Canada
Alfred-Pellan est une circonscription électorale fédérale du Québec représentée à la Chambre des communes du Canada depuis 2004.

## Géographie
La circonscription correspond à la moitié est de l'île Jésus (Laval). Elle comprend la partie de la ville de Laval située au nord-est d’une ligne décrite comme suit : commençant à l’intersection de la limite nord-ouest de ladite ville avec l’avenue Papineau (pont Athanase-David); de là vers le sud-est suivant ladite avenue jusqu’à l’avenue des Lacasse; de là vers le sud-ouest suivant ladite avenue jusqu’au boulevard des Laurentides; de là vers le sud-est suivant ledit boulevard jusqu’au boulevard de la Concorde Est; de là généralement vers le nord-est suivant ledit boulevard jusqu’à l’autoroute no 19 (autoroute Papineau); de là vers le sud-est suivant ladite autoroute jusqu’à la limite sud-est de la ville de Laval.
Les circonscriptions limitrophes sont Marc-Aurèle-Fortin, Thérèse-De Blainville, Terrebonne, Honoré-Mercier, Ahuntsic-Cartierville, Bourassa et Vimy.

### Évolution

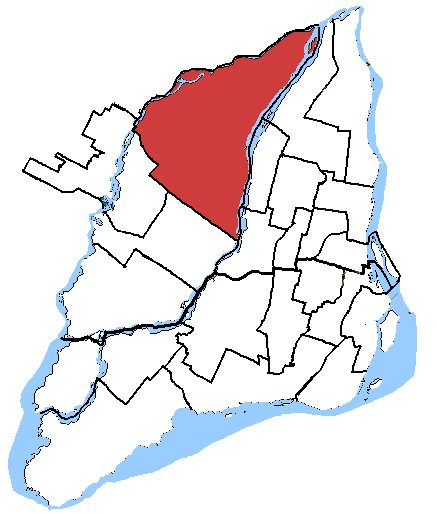
Territoire de 2003 à 2013.
Territoire depuis 2013.

## Histoire
La circonscription tient son nom d'Alfred Pellan, un peintre de renommée internationale né à Québec en 1906. Il a été récipiendaire de nombreux prix et distinctions dont le prix Paul-Émile-Borduas en 1984, en plus d'avoir été fait officier de l'Ordre national du Québec l'année suivante. Il a habité pour une grande partie de sa vie dans l'est de Laval où il meurt en 1988.
La circonscription d'Alfred-Pellan a été créée en 2003, principalement à partir de celle de Laval-Est. Lors du redécoupage électoral de 2013, elle a perdu un peu d'étendue, cédant au sud-ouest une petite portion de son territoire en faveur de Vimy, ainsi qu'au nord-ouest, en faveur de Marc-Aurèle-Fortin.

## Députés

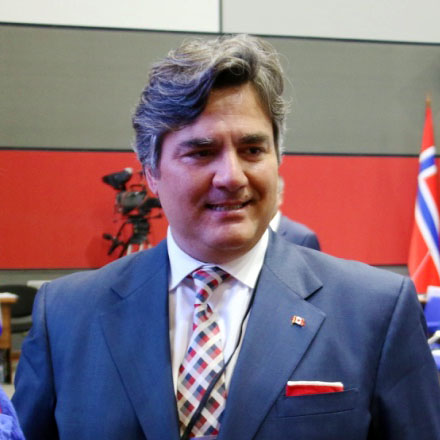
Angelo Iacono est député de la circonscription depuis 2015

| Législature                      | Années        | Député               | Parti | Parti          |
| -------------------------------- | ------------- | -------------------- | ----- | -------------- |
| Alfred-Pellan issue de Laval-Est |               |                      |       |                |
| 38e                              | 2004–2006     | Robert Carrier       |       | Bloc québécois |
| 39e                              | 2006–2008     | Robert Carrier       |       | Bloc québécois |
| 40e                              | 2008–2011     | Robert Carrier       |       | Bloc québécois |
| 41e                              | 2011–2015     | Rosane Doré Lefebvre |       | Néo-démocrate  |
| 42e                              | 2015–2019     | Angelo Iacono        |       | Libéral        |
| 43e                              | 2019–2021     | Angelo Iacono        |       | Libéral        |
| 44e                              | 2021–2025     | Angelo Iacono        |       | Libéral        |
| 45e                              | 2025–en cours | Angelo Iacono        |       | Libéral        |

## Résultats électoraux
Pour des raisons techniques, il est temporairement impossible d'afficher le graphique qui aurait dû être présenté ici.